# Anyphops decoratus
Anyphops decoratus là một loài nhện trong họ Selenopidae.
Loài này thuộc chi Anyphops. Anyphops decoratus được George Newbold Lawrence miêu tả năm 1940.